# Unterseeboot U-99 (1917)
Pour les autres navires du même nom, voir Unterseeboot 99.
L'Unterseeboot U-99 est l’un des 329 sous-marins servant dans la Kaiserliche Marine pendant la Première Guerre mondiale. L'U-99 a participé à la guerre navale et a pris part à la première bataille de l'Atlantique.

## Conception
L'U-99 avait un déplacement de 750 tonnes en surface et de 952 tonnes en immersion. Il avait une longueur hors tout de 67,60 m, et 54,02 m pour la coque sous pression, un maître-bau de 6,32 m, une hauteur de 8,25 m et un tirant d'eau de 3,65 m. Le sous-marin était propulsé par deux moteurs Diesel de 2400 ch (1800 kW) en surface et deux moteurs électriques de 1200 ch (880 kW) sous l’eau. Il avait deux arbres d'hélice. Il était capable d’opérer à des profondeurs allant jusqu’à 50 mètres.
La vitesse maximale du sous-marin était de 16,5 nœuds (30,6 km/h) en surface et de 8,8 nœuds (16,3 km/h) en immersion. Il pouvait parcourir 10100 milles marins (18700 km) à 8 nœuds (15 km/h) en surface et 45 milles marins (83 km) à 5 nœuds (9,3 km/h) en immersion. L'U-99 était armé de six tubes lance-torpilles de 50 centimètres, quatre à l’avant et deux à l’arrière, de douze à seize torpilles et d’un canon de pont de 10,5 cm SK L/45. Il avait un effectif de 36 hommes : 32 membres d’équipage et quatre officiers.

## Opérations
Le sous-marin de la Royal Navy HMS J2 est crédité du naufrage de l'U-99 dans la mer du Nord le 7 juillet 1917, bien que l’attribution soit incertaine.

## Affectations
- Flottille II : du 7 juin au 7 juillet 1917.

## Commandants
- Kapitänleutnant Max Eltester[3] : du 28 mars au 7 juillet 1917.